# ドキュメント8.6
『ドキュメント8.6』は、1977年8月6日に放送された、中国放送製作のドキュメンタリー番組。
広島市への原子爆弾投下を題材に、広島県出身の新藤兼人が自ら被爆者にインタビューをし、原爆を投下したB-29の指揮官に取材を試みるなどしたドキュメンタリー。翌年7月14日、劇場公開された。

## スタッフ
- 監督：新藤兼人
- 撮影：黒田清己
- 音楽：林光
- ナレーター：草野大悟

| スタブアイコン | サブスタブ | この項目は、まだ閲覧者の調べものの参照としては役立たない、テレビ番組に関連した書きかけの項目です。この項目を加筆・訂正などしてくださる協力者を求めています（P:テレビ/PJ:放送または配信の番組）。 |